# Surcharge
Cet article concerne la surcharge présent sur les timbres. Pour les autres significations du mot surcharge, voir Surcharge (homonymie).
Une surcharge est une inscription ajoutée sur un timbre-poste après son impression. Le plus souvent à l’encre noire, certaines ont pu être à l’encre rouge. Les administrations postales ont eu recours aux surcharges pour beaucoup de raisons.

## Principales raisons d'être de la surcharge

### Changement de la valeur faciale

#### Changement de la valeur d'affranchissement

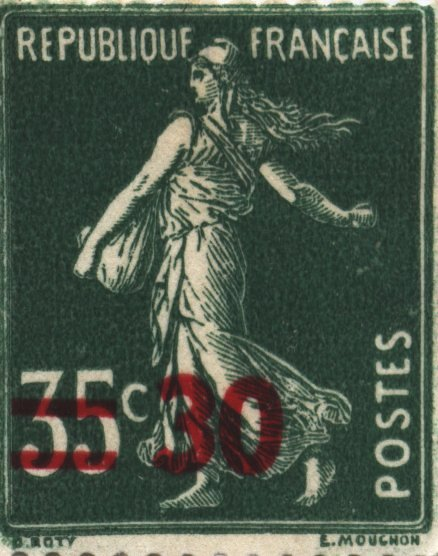
Semeuse de 1937 surchargée en 1941.

Lorsqu’il faut changer le prix des affranchissements, une administration peut vouloir continuer à utiliser un stock de timbres déjà imprimés. Elle décide alors d’utiliser une surcharge qui va donner une nouvelle valeur faciale au timbre.
Les causes les plus fréquentes de ces modifications ont été les changements de tarif : c'est ainsi qu'en, application de la loi du 23 aout 1871, l'administration fiscale française, a fait flèche de tout bois pour trouver les 5 milliards exigés par les Prussiens pour retirer leurs troupes d'occupation. Pour cela elle a surchargé tous les timbres fiscaux de Dimension de la mention « Deux dixièmes en sus », et aussi certains timbres d'effets de commerce « Un droit en sus ».
De même, en 1918, les exigences de la guerre ont nécessité une nouvelle hausse des tarifs, qui fut appliquée en surchargeant tous les timbres fiscaux de Copies et de Dimension disponibles.
Les changements de tarif ont été plus importants et plus répétés en cas d'inflation qu'en période de stabilité monétaire. Ils sont alors reflétés par la multiplication et la fréquence des surcharges.
Par exemple, pendant l'hyperinflation au début des années 1920, la poste allemande eut recours aux surcharges pour suivre le cours des prix : depuis 5000 Marks le 24 août 1923, jusqu'à 10 milliards en novembre.

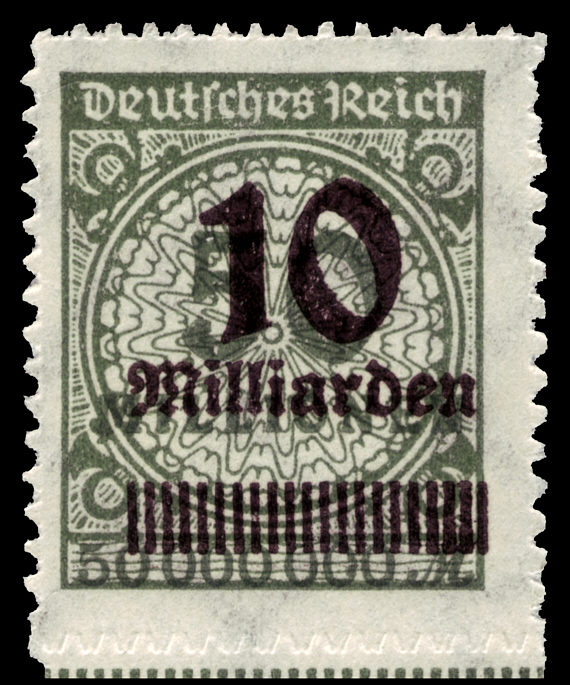
Timbre allemand de 50 millions surchargé 10 milliards de marks.

Les réformes monétaires, avec le changement de dénomination des monnaies en vigueur, ont parfois aussi été à l'origine de nombreuses surcharges.
En 1945 et 1946, l'hyperinflation amena la Hongrie à surcharger ses timbres, non pas de nouvelles valeurs mais de l'indication de l'usage auquel ils étaient destinés. Les autorités postales ne pouvaient en effet plus suivre l'effondrement quotidien de la monnaie. On obtenait donc des timbres pour les lettres pour les régimes intérieur et extérieur, les lettres chargées, les colis, etc., et les prix de vente aux guichets étaient réajustés chaque jour.

#### Addition d'une surtaxe
La valeur faciale d'un timbre peut aussi être modifiée par surcharge pour y inclure une surtaxe au profit d’une œuvre charitable telle que la Croix-Rouge.
Au début des années 1930, la Poste française s'équipa d'un nouveau matériel d'impression en taille-douce des timbres-poste. Elle fit participer les philatélistes aux dépenses occasionnées par le biais d'une "Caisse d'amortissement" au profit de laquelle des surtaxes furent apposées sur des timbres d'usage courant.

### Changement de la fonction du timbre

#### Changements de fonction proprement dits
Il en a été ainsi, par exemple, sur le plan postal de surcharges apposées sur les timbres-taxe pour les transformer en timbres-poste, comme en Italie en 1890, en URSS en 1927, en Norvège en 1929 ou à Monaco en 1937, ou de surcharges apposées sur des timbres-poste, pour les changer en timbres-taxe, comme ce fut le cas, en 1903, dans les Bureaux français en Chine.
En Côte d'Ivoire, de 1903 à 1905, on a de la même façon surchargé les timbres-taxe pour en faire des timbres de Colis postaux.
Pendant la Seconde Guerre mondiale, certains timbres-poste de valeurs faciales infimes et devenues inutilisables furent également transformés par surcharge en timbres fiscaux de valeurs faciales plus élevées, tant dans les colonies françaises libres (Afrique Equatoriale) que dans celles restées sous le contrôle de Vichy (Antilles).
À la même époque (en 1940) des bateaux transportant des timbres fiscaux destinés à l'Afrique équatoriale française ou au Cameroun furent également restés bloqués à Dakar, en raison du ralliement de ces territoires à la France libre. Aussi, au bout d'un certain temps, les autorités vichystes d'Afrique occidentale, qui manquaient aussi de timbres fiscaux, se sont-elles décidées à les récupérer et à les surcharger, de façon à les rendre utilisables en AOF.

#### Spécialisation de timbres dans une fonction plus limitée

##### Transformation de timbres normaux en timbres de service
Les timbres de service qui servent uniquement à l’affranchissement des plis provenant de certaines administrations gouvernementales ou internationales peuvent être des émissions spécifiques ou des timbres habituels surchargés. Il en a été ainsi du premier timbre émis en 1958 par la France pour le Conseil de l'Europe.
Au Royaume-Uni et dans plusieurs pays du Commonwealth, la surcharge porte la mention « O.H.M.S. » pour « On Her Majesty Service » (Au service de Sa Majesté). Au Luxembourg, la mention est « Officiel ».
En Suisse, de nombreuses surcharges ont transformé des timbres-poste normaux en timbres de Service internationaux, pour le Bureau International du Travail (B.I.T.), la Société des Nations (S.D.N.), ou les services européens de l'O.N.U. (cf.Timbres de service des organismes internationaux).

##### Transformation de timbres normaux en timbres de franchise
Certains timbres-poste français ont vu leur emploi précisé, de 1901 à 1939, par une surcharge «F.M.», signifiant « Franchise militaire », pour l'usage exclusif des soldats en temps de paix (cf. Franchise militaire).

### Changement du territoire d'utilisation du timbre

#### Occupations militaires

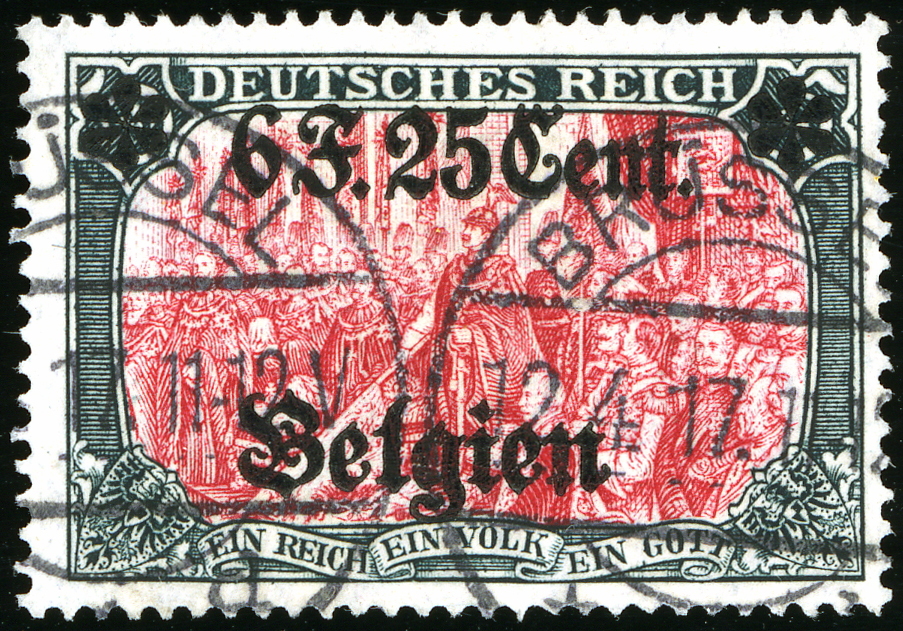
Timbre allemand d'occupation de la Belgique, pendant la Première Guerre mondiale, émis en Francs de 1917.

Les occupations militaires ont donné lieu à des surcharges sur des timbres locaux ou des timbres d’usage courant apportés par l’armée occupante. En 1940, en Alsace occupée, la poste allemande mit en circulation des timbres à l’effigie du défunt président Hindenburg surchargés « Elsaß » (Alsace en allemand). Elle en fit autant pour la Lorraine où ces mêmes valeurs furent surchargées "Lothringen". En Libye, les troupes françaises libres procédèrent ainsi sur des timbres italiens (voir Histoire de la Libye).

#### Colonies
Dans les colonies françaises d’Afrique, les changements dans le découpage administratif des colonies a donné des émissions coloniales surchargées du nouveau nom de la colonie. De même, lors de l’indépendance de ces colonies, les timbres de la métropole sont surchargés du nouveau nom du pays (voir par exemple Marianne à la nef surchargée « E.A. », c'est-à-dire État algérien, dans le cas de l’indépendance de l’Algérie en 1962).

#### Naissance de nouveaux pays
Les timbres d'Autriche-Hongrie ont été surchargés, en 1918-19, par les nouveaux États qui en étaient issus (Tchécoslovaquie, Pologne, Yougoslavie).
De même, après la dissolution de l'Union Soviétique, les nouvelles républiques (Moldavie, Lettonie, Kazakhstan, Ukraine) surchargèrent les stocks de timbres soviétiques demeurés en leur possession de leurs noms et de valeurs faciales en nouvelles monnaies locales.

### Changement du régime politique

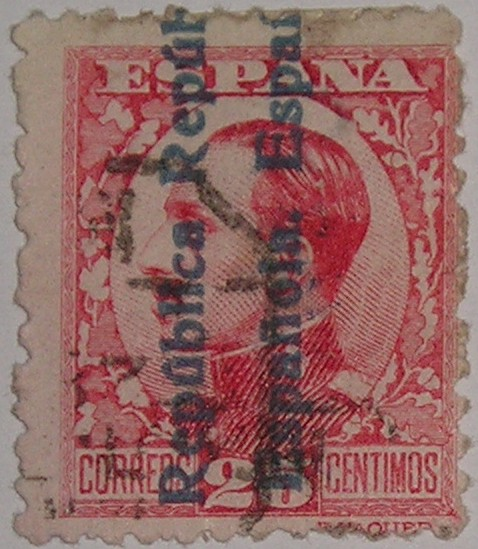
Timbre espagnol à l'effigie du roi Alphonse XIII surchargé après la proclamation de la 2e République.

Lorsque le régime politique d’un pays ou d’une région change, le nouveau régime n’ayant pas parfois le temps d’émettre de nouveaux timbres portant les nouvelles mentions officielles, prend la décision de surcharger les anciens timbres.
Il en a été ainsi des timbres coloniaux surchargés « France Libre » dans les colonies ralliées, pendant la Seconde guerre mondiale, au Comité National de Londres. De même, à la Libération, de nombreux timbres de Pétain ont été surchargés d'une croix de Lorraine ou des lettres « R.F. ».
De même, lorsque la monarchie a été renversée en Égypte, les timbres à l’effigie royale ont été surchargés pour que le portrait soit barré de traits noirs.
En 1945, dans les zones du territoire allemand conquises par les Soviétiques, les autorités militaires permirent des surcharges locales sur des timbres à l'effigie d'Adolf Hitler en attendant que de nouvelles vignettes soient imprimées. Ce sont les "sächsische Schwärzungen" qui devaient obligatoirement cacher le visage du dictateur et laisser visibles les valeurs faciales.
Auparavant, la guerre civile de 1919-20 en Russie donna lieu à une multitude de surcharges sur timbres de l'époque tsariste en fonction des aléas militaires et des conquêtes de villes ou de régions par les Rouges ou les Blancs.

### Transformation de vignettes en timbres
Dans certains cas d'urgence, des timbres ont été obtenus en surchargeant des vignettes, comme cela s'est produit en Colombie et en Israël (cf. Vignette), et même en France, pendant la grève postale de 1968. (cf. Timbres et vignettes de grève postale)

## Autres motivations des surcharges

### Préoblitérations
Un timbre préoblitéré est un timbre qui a été imprimé avec une surcharge avant d’être vendu. Leur usage est d’affranchir les plis envoyés en grand nombre par les entreprises. Le timbre étant déjà annulé, les services postaux gagnent du temps et les entreprises ont droit également à un tarif inférieur au tarif général. Les timbres préoblitérés peuvent être des timbres normaux surchargés.
En France, les préoblitérés portent la mention surchargée « Affranchts Postes ». Aux États-Unis, le timbre préoblitéré est signalé par deux traits noirs et le nom de la ville et de l’état.
Les timbres préoblitérés sont d’un usage de moins en moins courant avec l’apparition des machines à affranchir et des contrats d’affranchissement avec les postes qui sont signalés sur l’enveloppe.

### Surcharges "spécimen" ou "Epreuve"
De nombreuses administrations émettrices ont pris l’habitude d'offrir des exemplaires de leurs timbres à l’Union postale universelle, à la presse spécialisée et (ou) à des personnalités étrangères susceptibles de leur obtenir des commandes de timbres par leurs pays. 

Afin d’éviter l’utilisation de ces exemplaires de présentation, ils sont annulés par une surcharge « Spécimen », pour les timbres-poste (ou par une mention identique dans la langue du pays émetteur), ou par les surcharges "Epreuve ou "Specimen" pour les timbres fiscaux, ou même, dans certains pays, par un simple trait oblique dans un coin.

### Surcharges souvenirs

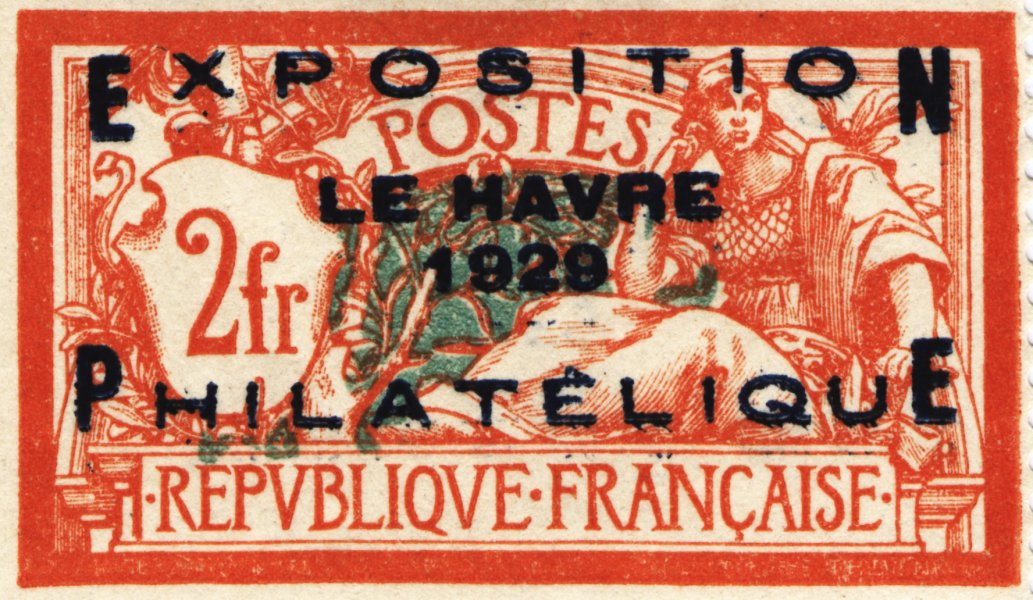
Merson surchargé en 1929

Au début du XXe siècle, avant les émissions commémoratives, il était courant de surcharger des timbres d’usage courant pour faire connaître une exposition philatélique internationale (celle du Havre en 1929 sur 2 francs type Merson) ou un exploit aérien (en 1933, sur un timbre lituanien, est surchargé l’annonce de la première liaison aéropostale entre ce pays et l’Afrique).
Aujourd’hui, le progrès technique permet la réimpression du timbre en intégrant l’information nouvelle. En juillet 1998, en peu de jours, La Poste française a réémis le timbre en forme de ballon en y ajoutant l’annonce de la victoire de l’équipe de France de football lors de la Coupe du monde.

## Variétés des surcharges
Les variétés de surcharge sont parmi les plus visibles: Surcharge double (ou triple), Surcharge renversée, Timbre surchargé tenant à non surchargé, Surcharge de couleur anormale, ou Surcharge à cheval.
Cependant, ces variétés sont rares : c'est pour les éliminer que les imprimeries contrôlent en général les feuilles à la fin de l'impression. Mais encore faudrait-il que les "éliminateurs" les détruisent vraiment.

## Entiers surchargés
Les entiers postaux ou fiscaux ont eux aussi été surchargés pour les mêmes raisons que les timbres mobiles.(cf. entier postal)
C'est ainsi que des entiers postaux ont reçu les mêmes surcharges que les timbres-poste mobiles, par exemple pour tenir compte de nouveaux tarifs, pour servir dans des territoires occupés, ou pour faire disparaître la tête de Pétain, etc., etc.
Quant aux entiers fiscaux ou papiers timbrés, cela fait très longtemps que la pratique des surcharges leur a été appliquée, sous le nom de « contremarques » :
Citons par exemple les entiers fiscaux du Premier Empire surchargés de marques royales lors de la Restauration, ou les entiers fiscaux du Second Empire surchargés de cachets allemands lors de l'occupation de l'Alsace-Lorraine, en 1870-71.